# Jeff Bewkes
Jeffrey Lawrence «Jeff» Bewkes (Paterson, Nueva Jersey; 25 de mayo de 1952) es un ejecutivo estadounidense, del sector de los medios de comunicación. Fue el director general de Time Warner desde el 1 de enero de 2008 hasta el 14 de junio de 2018 y presidente de la misma compañía desde diciembre de 2005 hasta junio de 2018. El 1 de enero de 2009 se convirtió presidente de la Junta Directiva, además de sus otras funciones, cargo que también dejó en 2018.

## Infancia y educación
Bewkes nació en Paterson, Nueva Jersey, es el hijo del medio de Marjorie Louise y Eugene Garrett Bewkes, Jr., un ejecutivo de Norton Simon. Es de ascendencia holandesa y alemana, se crio en Darien, Connecticut, y es un graduado de la Academia Deerfield.
En 1974, se graduó de la Universidad de Yale con una licenciatura en filosofía.
Al graduarse, trabajo un documental a NBC News antes de ir a la Universidad de Stanford para obtener su MBA. Después de la escuela, trabajó en una bodega vinícola del Condado de Sonoma y luego tomó un trabajo en la ciudad de Nueva York como un banquero comercial en la unidad de préstamos de envío de Citibank.

## Carrera profesional
Dejando Citibank, tomó un trabajo en HBO, que para ese entonces era una pequeña unidad de Time Inc., donde él fue encargado en convencer a los hoteles para suscribir a HBO, al poco tiempo se hizo director de ventas responsable del lanzamiento de Cinemax. En 1995 se convirtió en CEO de HBO, en cuya capacidad triplicó los beneficios de la compañía y "supervisó un cambio fundamental en su contenido, lejos de sólo películas de peleas y hacia programas originales como Los Sopranos".
En 2002, fue nombrado presidente del grupo de entretenimiento y redes de Time Warner. De 2005 a diciembre de 2007, se desempeñó como el subordinado superior del Presidente y CEO de Time Warner, Richard Parsons. En 2008, Bewkes fue seleccionado como sucesor de Parsons, convirtiéndose en CEO de Time Warner, y luego Presidente de la Junta en 2009.
Como CEO de Time-Warner, Bewkes supervisa a HBO, Turner Broadcasting (CNN, TNT, TBS, Cartoon Network), Warner Bros. y New Line Cinema, mientras supervisaba la desinversión de AOL, Time Inc. y Time Warner Cable. En enero de 2006, Bewkes y el jefe de CBS, Les Moonves, ayudaron a corregir el acuerdo que se unió a la United Paramount Network de la CBS con The WB para formar la CW Network.
En nombre del alcalde de la ciudad de Nueva York, Michael R. Bloomberg, Bewkes fue uno de los presidentes de Media.NYC.2020, que analizó el futuro de la industria de los medios de comunicación mundial, las implicaciones para NYC y sugirió pasos inmediatos para el gobierno de Nueva York.
En octubre de 2016, se anunció que AT&T adquiriría Time Warner en un acuerdo por valor de 84.500 millones de dólares. En julio de 2017, Bewkes anunció que dejaría Time Warner una vez completada esa fusión. En noviembre de 2017, el Departamento de Justicia de Estados Unidos presentó una demanda para bloquear la adquisición, dejando en suspenso el futuro de Bewkes en la empresa, pero la fusión se cerró con éxito en 2018 después de que la empresa ganara en los tribunales. La empresa adquirida ahora asumió el nombre de WarnerMedia.
En diciembre de 2020, la revista The Spectator recordó como se le preguntó a Bewkes en 2010 si Netflix tenía alguna posibilidad de apoderarse de Hollywood. "Su respuesta sarcástica merece ser catalogada como una de las tontas predicciones de todos los tiempos, '¿El ejército albanés se va a apoderar del mundo?'". En una década, el modus operandi de Bewkes "ha sido incendiado y reemplazado por el modelo de transmisión basado en suscripción de Netflix", lo que cuesta a los accionistas de Time Warner miles de millones de dólares en el proceso.

## Vida personal
Bewkes, que vive en Greenwich, Connecticut, se ha casado dos veces. Su primera esposa era Susan Frank Kelley, un socio de la firma de abogados que especializaba en confianzas y estados; tuvieron un hijo. Su segunda esposa era Margaret Lowry Brim, una exagente inmobiliaria con la compañía de Guillermo B. May, que era una vez un productor de la televisión y un ayudante al presidente Roone Arledge de ABC; tuvieron también un hijo. En noviembre de 2013, Bewkes y Brim iniciaron un proceso de divorcio, que concluyó a mediados de 2014.
Se casó con Lisa Carco en 2017.